# مكساج

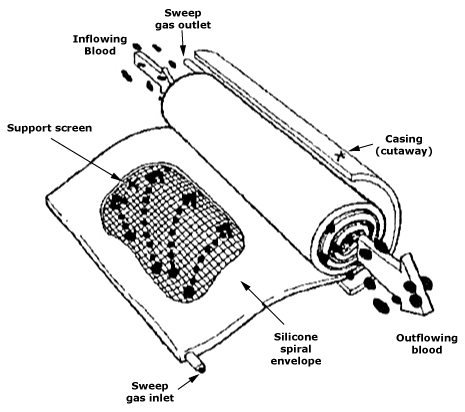
مخطط لمكساج غشائي سيليكوني

المِكْسَاج(1) هو جهاز طبي يؤمن تبادل غازي الأكسجين وثاني أكسيد الكربون في دم المريض البشري أثناء العمليات الجراحية التي قد تتطلب انقطاع أو وقف تدفق الدم في الجسم أو عضو أساسي أو وعاء دموي كبير. تشمل هذه الأعضاء القلب والرئتين والكبد، بينما تشمل الأوعية الكبرى الشريان الأبهر أو الشريان الرئوي أو الأوردة الرئوية أو الوريد الأجوف. يُستخدم المكساج عادةً من قبل أخصائي الإرواء في جراحة القلب بالتزامن مع جهاز القلب والرئتين. يمكن أيضًا استخدام المكساج  من قبل الممرضات في الأكسجة الغشائية خارج الجسم في وحدات العناية المركزة لحديثي الولادة. بالنسبة لمعظم عمليات القلب مثل جراحة فتح مجرى جانبي للشريان التاجي، تُجرى المجازة القلبية الرئوية باستخدام جهاز القلب والرئتين (أو جهاز المجازة القلبية الرئوية). يعمل جهاز القلب والرئتين على محاكاة عمل القلب أثناء جراحة فتح المجرى الجانبي. يحل الجهاز محل القلب بوظيفتي ضخ الدم وتبادل الغازات في الرئتين. نظرًا لإيقاف القلب أثناء العملية الجراحية، يسمح هذا الجهاز للجراح بالعمل على قلب جامد خالٍ من الدم.
يعد المكساج أحد مكونات آلة القلب والرئتين. يحاكي المكساج عمل الرئتين، وهو مصمم لنقل الأكسجين للدم وإزالة ثاني أكسيد الكربون. يمكن التخلص منه ويحتوي على نحو 2-4 متر مربع من غشاء نفوذ للغاز وغير نفوذ للدم، في شكل ألياف مجوفة. يتدفق الدم على السطح الخارجي للألياف المجوفة، بينما يتدفق الأكسجين في الاتجاه المعاكس من داخل الألياف. أثناء مرور الدم عبر المكساج، يلامس الدم الأسطح الدقيقة للجهاز نفسه. يُسلم الغاز الذي يحتوي على الأكسجين والهواء الطبي إلى الواجهة بين الدم والجهاز، ما يسمح لخلايا الدم بامتصاص جزيئات الأكسجين مباشرةً.

## مكساج الدم المغلف بالهيبارين
تتطلب العمليات التي تتضمن دائرة المجازة القلبية الرئوية غير المغلفة جرعة عالية من الهيبارين الجهازي. رغم إمكانية عكس آثار الهيبارين بإعطاء البروتامين، هناك عدد من الآثار الجانبية المرتبطة بذلك. يمكن أن تشمل الآثار الجانبية رد فعل تحسسي للهيبارين ما يؤدي إلى قلة الصفيحات، وردود الفعل المختلفة لإعطاء البروتامين ونزيف ما بعد الجراحة بسبب عدم كفاية تثبيط مضاد تخثر الدم. لا يمنع الهيبارين الجهازي تمامًا التجلط أو تفعيل جملة المتممة، والعدلات، والوحيدات، والتي تعد الوسائط الرئيسية للاستجابة الالتهابية. تنتج هذه الاستجابة مجموعة واسعة من السموم الخلوية، وبروتينات التأشير الخلوي والتي تنتشر في جميع أنحاء جسم المريض أثناء الجراحة، وتخل بحالة الاستتباب. يمكن أن تنتج الاستجابات الالتهابية خثرات دقيقة. وهناك مصدر أكبر لمثل هذا الخثرات الدقيقة ناتج عن شفط المخلفات الجراحية والدهون في دائرة المجازة القلبية الرئوية.
تعرقل الجسيمات الدقيقة الشرايين التي تغذي شبكات خلوية صغيرة في جميع أنحاء الجسم، بالإضافة إلى السموم الخلوية، وتلف الأعضاء والأنسجة والخل بوظيفة الأعضاء بشكل مؤقت. قد ترتبط جميع جوانب المجازة القلبية الرئوية، بما في ذلك معالجة الشريان الأبهر من قبل الجراح، بالأعراض العصبية بعد التروية. يشير الأطباء إلى حالات العجز العصبية المؤقتة هذه ب«المتلازمة التالية للتروية». يُعد مكساج الدم المغلف بالهيبارين أحد الخيارات المتاحة للجراح وأخصائي الإرواء لتقليل الإمراضية المرتبطة بالمجازة القلبية الرئوية إلى أدنى حد.
ويعتقد أن مكساج الدم المغلف بالهيبارين يعمل على:
- تحسين التوافق الحيوي العام والاستتباب لدى المضيف
- محاكاة البطانة الطبيعية للأوعية الدموية
- تقليل الحاجة إلى مضادات التخثر الجهازية
- المحافظة على عدد الصفيحات الدموية
- تقليل التصاق بروتينات البلازما
- منع تمسخ وتفعيل البروتينات وخلايا الدم الالتصاقية
- تجنب المضاعفات الناجمة عن مدروج الضغط غير طبيعي عبر المكساج

## الهوامش
1. المِكْسَاج أو جهاز الأكسجة أو المؤكسِجة.